# Gabriel Barbosa
Gabriel Barbosa Almeida (* 30. August 1996 in São Bernardo do Campo), kurz Gabriel Barbosa oder nur Gabriel, auch bekannt als Gabigol, ist ein brasilianischer Fußballspieler. Der Stürmer und brasilianische Nationalspieler steht beim Cruzeiro EC in Belo Horizonte unter Vertrag.

## Karriere

### Vereine
Gabriel begann seine Karriere in der Jugend des FC Santos und kam ab 2013 für die erste Mannschaft zum Einsatz. Am 26. Mai 2013 gab er beim 0:0 gegen den CR Flamengo sein Debüt in der brasilianischen Série A. Sein erstes Tor erzielte er am 24. August 2014 gegen den EC Vitória. 2015 und 2016 gewann er mit dem Verein die Staatsmeisterschaft von São Paulo.
Ende August 2016 wechselte Gabriel zum italienischen Erstligisten Inter Mailand, bei dem er einen Fünfjahresvertrag unterschrieb. Ende August 2017 wurde er an den portugiesischen Erstligisten Benfica Lissabon verliehen, für den er bis Januar 2018 zu einem Ligaspiel kam. Ende Januar 2018 wechselte Gabriel auf Leihbasis zurück zum FC Santos. In der Saison gelang ihm zweimal ein Hattrick. Zunächst am 11. Mai im Achtelfinal-Hinspiel des Copa do Brasil 2018 zuhause gegen den Luverdense EC sowie am 2. September in der Meisterschaftsrunde am 22. Spieltag gegen den CR Vasco da Gama. In der Saison wurde Gabriel mit 22 Treffern Torschützenkönig der Série A. Anstatt nach Italien zu Inter zurückzukehren, wurde er wieder durch den Klub ausgeliehen. Gabriel blieb in Brasilien, wechselte aber zum Vize-Meister von 2018 dem CR Flamengo. Inter Mailand erhielt eine Leihgebühr in Höhe von 3,5 Millionen Euro. Mit Flamengo gewann er am 23. November 2019 die Copa Libertadores 2019. Barbosa wurde Torschützenkönig des Turniers und erzielte im Finale binnen weniger Minuten beide Treffer beim 2:1-Erfolg über Titelverteidiger River Plate, wobei er den entscheidenden Treffer in der zweiten Minute der Nachspielzeit schoss. Einen Tag später fiel in der brasilianischen Meisterschaft 2019 die Vorentscheidung zu Gunsten von Flamengo und Gabriel konnte auch diesen Titel feiern. Mit 25 Toren wurde er zudem Torschützenkönig der Meisterschaft.
Ende Januar 2020 wurde sein endgültiger Wechsel zu Flamengo bekannt. Die Ablösesumme für 90 % der Transferrechte betrug 16,5 Millionen Euro. Der Kontrakt enthielt eine Laufzeit bis Dezember 2024. Am 30. September 2020 erlitt Barbosa im vorletzten Gruppenspiel in der Copa Libertadores 2020 gegen Independiente del Valle eine Knöchelverletzung. Am 8. November des Jahres stand er wieder auf dem Platz, als er in der Série A im Spiel gegen Atlético Mineiro in der 78. Minute für Éverton Ribeiro eingewechselt wurde. Drei Tage später, am 11. November, erzielte er im Viertelfinale des Copa do Brasil 2020 gegen den FC São Paulo wieder einen Treffer (Endstand 1:2). Im Februar 2021 konnte Barbosa mit Flamengo erneut die nationale Meisterschaft 2020 gewinnen. Am 19. Oktober 2022 folgte der Erfolg im Copa do Brasil 2022 und am 29. November der Sieg in der Copa Libertadores 2022.
Am 25. März 2024 wurde Barbosa vom Anti-Doping-Gerichtshof (TJD-AD) mit 5:4-Stimmen für zwei Jahre gesperrt. Das Anti-Doping-Gericht Brasiliens warf ihm vor, bei einer Dopingkontrolle am 8. April 2023 zuvor betrogen zu haben. Das Nach einer zwischenzeitlichen Aufschiebung der Sperre durch die CAS am 30. April, stand der Spieler am 2. Mai in der Copa do Brasil 2024 im Heimspiel gegen den Amazonas FC erstmals wieder auf dem Platz. In dem Spiel wurde er in der 79. Minute für Nicolás De La Cruz eingewechselt. Am 16. Mai, einen Tag nach einem Gruppenspiel von Flamengo in der Copa Libertadores 2024 gegen den Club Bolívar, veröffentlichte Barbosa ein Bild, welches ihn im Trikot von Corinthians São Paulo zeigte. Das Bild entstand in der Zeit seiner Suspendierung. Am nächsten Tag verhängte Flamengo eine Geldstrafe von 10 % seines Gehalts, entließ ihn vom Training und kündigte die Maßnahme an, die das Ego des Sportlers traf: Sie nahmen ihm das Trikot mit der Nummer 10 weg. Tage später übernahm er die 99 des Klubs. Die Maßnahme betraf alle nationalen Wettbewerbe, für die Copa Libertadores war eine Änderung nicht mehr möglich. Am 2. Juni konnte Barbosa die Fans des Klubs ein wenig besänftigen. Am 12. Spieltag der Série A 2024 trat sein Klub beim CR Vasco da Gama an. In dem Treffen kam er in der 80. Minute für Pedro auf den Platz und traf in der 89. nach Vorlage von Wesley França zum 6:1-Endstand. Dieses war der höchste Sieg in dem Clássico dos Milhões, seit Austragung des Derbys 1922. Kurz darauf bot der Klub ihm eine Vertragsverlängerung bis Jahresende 2025 an. Nachdem sein Spielerberater erfuhr, dass der Klub aber nicht mehr als Stammkraft mit ihm plane, lehnte er das Angebot ab. Nach dem gewonnenen Finale der Copa do Brasil 2024 am 10. November gegen Atlético Mineiro, gab der Spieler seinen definitiven Abschied von Flamengo zum Saisonende im Dezember bekannt. Nachdem er sich zudem weigerte an Feier zum Titelgewinn teilzunehmen und bereits vor dem Rückspiel eine eigene private Feier bekannt machte, wurde er von Flamengo suspendiert.
Seine Spielebilanz für Flamengo waren 306 Einsätze und 161 Tore. Im Einzelnen waren dieses:
- Nationale Wettbewerbe
  - Série A: 146 / 71
  - Staatsmeisterschaft von Rio de Janeiro: 61 / 39
  - Copa do Brasil: 35 / 13
  - Supercopa do Brasil: 4 / 5
- Internationale Wettbewerbe
  - Copa Libertadores: 53 / 30
  - FIFA-Klub-Weltmeisterschaft: 4 / 2
  - Recopa Sudamericana: 3 / 1

Am 1. Januar 2025 gab der Cruzeiro EC die Verpflichtung von Gabigol bekannt. Der Kontrakt erhielt eine Laufzeit bis Jahresende 2028.

### Nationalmannschaft
Gabriel nahm mit der U17-Auswahl 2011 an der U17-Weltmeisterschaft in Mexiko teil, bei der seine Mannschaft im Viertelfinale am Gastgeber scheiterte. Ab 2014 spielte er für die U20-Nationalmannschaft, mit der er Anfang 2015 an der U20-Südamerikameisterschaft in Uruguay teilnahm.
Am 30. Mai 2016 debütierte Gabriel gegen Panama in der A-Nationalmannschaft und erzielte das Tor zum 2:0-Endstand. Für die Copa América Centenario 2016 in den Vereinigten Staaten wurde er in den brasilianischen Kader berufen. Im Turnier scheiterte er mit seiner Mannschaft nach der Gruppenphase, in der Gabriel in allen drei Spielen zum Einsatz gekommen war und ein Tor erzielt hatte. Auch für die Olympischen Spiele 2016 in Rio de Janeiro wurde er in den Kader seines Heimatlandes berufen. Dort wurde er in allen sechs Spielen seiner Mannschaft eingesetzt und erzielte im Gruppenspiel gegen Dänemark zwei Tore. Am 20. August 2016 gewann Gabriel mit Brasilien die Goldmedaille.

## Erfolge
Nationalmannschaft
- Goldmedaille bei den Olympischen Spielen: 2016

FC Santos
- Staatsmeister von São Paulo: 2015, 2016

Flamengo
- Taça Rio: 2019
- Staatsmeisterschaft von Rio de Janeiro: 2019, 2020, 2021
- Copa Libertadores: 2019, 2022
- Brasilianischer Meister: 2019, 2020
- Supercopa do Brasil: 2020, 2021
- Taça Guanabara: 2020
- Recopa Sudamericana: 2020
- Copa do Brasil: 2022, 2024

## Auszeichnungen
- Torschützenkönig Copa do Brasil: 2014 (6 Treffer für Santos), 2015 (8 Treffer für Santos), 2018 (4 Treffer für Santos)
- Torschützenkönig der brasilianischen Meisterschaft: 2018 (18 Treffer für Santos), 2019 (25 Treffer für Flamengo)
- Torschützenkönig der Staatsmeisterschaft von Rio de Janeiro: 2020 (8 Treffer für Flamengo), 2022 (9 Treffer für Flamengo)
- Prêmio Craque do Brasileirão Auswahlmannschaft: 2018, 2019[15], 2020[16]
- Bola de Prata: 2018
- Bola de Ouro: 2019[17]
- Torschützenkönig der Copa Libertadores: 2019 (9 Treffer für Flamengo), 2021 (11 Treffer für Flamengo)